# Миомира Драгићевић
Миомира Драгићевић (Сремска Митровица, 10. фебруар 1975) српска је глумица, текстописац и ТВ водитељка.

## Биографија
Миомира Драгићевић рођена у Сремској Митровици као Миомира Ћосовић. Глуму је дипломирала на Академији уметности у Београду, у класи професора Радета Марковића.
Играла је у Београдском драмском позоришту и у Народном позоришту у Пироту. Снимила је бројне ТВ рекламе. Запослена је на телевизији Хепи као гласовна глумица, преводилац песама у синхронизацијама и водитељка. Била је једна је од водитељка ријалити шоу-програма Парови, а раније је водила и емисију Женски савети.
Писала је текстове песама за Илду Шаулић (Стани душо да те испратим), Ксенију Пајчин (Вештица), Ану Бекуту, Кају и друге, као и за многе ТВ серије (Фолк) и цртане филмове (Софија Прва, Маша и Медвед, Драгуљски љубимци, Мале вештице). 
Бави се синхронизацијом цртаних филмова за Канал Д, Хепи ТВ и студије Моби и Ливада Београд као и за Студио С и Хаски.

## Филмографија
| Год.       | Назив                                              | Улога                  |
| ---------- | -------------------------------------------------- | ---------------------- |
| 2002.      | Мала јутарња прича                                 | Жена мафијаша          |
| 2002.      | Кордон                                             | Медицинска сестра 2    |
| 2004.      | Јелена                                             | Асистенткиња Славица   |
| 2005.      | Кошаркаши                                          |                        |
| 2006.      | Идеалне везе                                       | Госпођа МакГрегор      |
| 2007.      | Сељаци                                             | Социјална радница      |
| 2008.      | Љубав и други злочини                              | Аеродромска службеница |
| 2011.      | Практични водич кроз Београд са певањем и плакањем | Милена                 |
| 2014.      | Фолк                                               |                        |
| 2014−2023. | Чађава механа                                      | Ташта Нада             |
| 2018.      | Ургентни центар                                    | Госпођа Филиповић      |
| 2020.      | Клан                                               | комшиница              |
| 2021.      | Три мушкарца и тетка                               | Руменка                |

### Улоге у позоришту
| Година | Име представе   | Улога    | Редитељ            |
| ------ | --------------- | -------- | ------------------ |
|        | Смешне прециозе |          |                    |
| 2003.  | Антигона        | Антигона | Бошко Димитријевић |
| 2001.  | Опасна окука    | Фреда    | Ненад Гвозденовић  |

### Улоге у синхронизацијама
| Година     | Цртани филм                              | Улога                                                  |
| ---------- | ---------------------------------------- | ------------------------------------------------------ |
| 2005.      | Плава легенда                            | Јуна, Џино                                             |
| 2005.      | Хамос, зелена кочија                     | Рото, Бора, уводна шпица                               |
| 2013.      | Винкс (сезона 5 Е14−26)                  | Сторми, Гризелда, Мјуза                                |
| 2013.      | Мале вештице                             | Дора, Далија, Хана, Солиста                            |
| 2013.      | Драгуљски љубимци                        | Уводна шпица итд.                                      |
| 2013.      | Магично срце                             | Ана, Маријана, Потпури, Катарина, Јулија/Вила Месечине |
| 2013.      | Јесење сузе (Son bahar)                  | Сабиха Јилмаз                                          |
| 2013.      | Монсуно (сезона 2)                       | Џинџа, Софија Суно итд.                                |
| 2013.      | Сузе Босфора                             | Лале, Улвије                                           |
| 2014.      | Сабрина: Цртана серија                   | Клои, Зелда итд.                                       |
| 2014.      | Винкс (сезона 6)                         | Гризелда, Мјуза, Чата, Сторми, Елдора                  |
| 2014.      | Планета Шин                              | Асифа                                                  |
| 2014.      | Породица Икс                             | Госпођа Икс                                            |
| 2014.      | Неустрашиви Поли                         | Јеца                                                   |
| 2014−2015. | Слагтера (Хепи ТВ)                       | Дана Пор                                               |
| 2014.      | Кикорики (Хепи ТВ)                       | Мунерва                                                |
| 2014.      | Так и моћ Џу-Џуа                         | Судија, Слог                                           |
| 2015.      | Винкс (сезона 7)                         | Гризелда, Мјуза, Чата, Дарси, Фарагонда, Елена         |
| 2016.      | Виолета                                  | Енџи Карара, Олга Патриција Пења                       |
| 2016.      | Мики Маусов клуб (Хепи ТВ)               | Пата Патак, Белка                                      |
| 2016.      | Софија Прва                              | Госпођица Копривић / Саша, Робин, Тетка Тили           |
| 2017.      | Барби: Чаробни делфин                    | Марло                                                  |
| 2018.      | Бен 10 (Студио С)                        |                                                        |
| 2018.      | Ралф растура интернет                    | Илинка са Ибеја                                        |
| 2018.      | Мисија Катманду: Авантуре Нели и Сајмона |                                                        |
| 2018.      | Принцеза и змај                          |                                                        |
| 2018.      | Ринге ринге раја                         | Џингџинг                                               |
| 2018.      | Том и Боб - мисија спасавања света       | додатни гласови                                        |
| 2019.      | Аладин (2019)                            | Зула                                                   |
| 2019.      | Аладин и летећи ћилим                    | Аладинова мама                                         |
| 2019.      | Ко се боји вука још 2                    | Мема                                                   |
| 2019.      | Делфин Берни                             | додатни гласови                                        |
| 2019.      | Мала госпођица Дулитл                    | Оберст Есих                                            |
| 2019.      | Монкарт                                  |                                                        |
| 2019.      | Фиксизи — Мајсторчићи                    | Нолик, мама Тома Томаса                                |
| 2019.      | Angry birds филм 2                       | Бомбина кева                                           |
| 2019.      | Ману Муња                                | Мама Бланш                                             |
| 2019.      | Прерушени шпијуни                        | Марси Капел                                            |
| 2020.      | Бројимо са Паулом                        | Уводна шпица, разни ликови                             |
| 2020.      | Време је за санкање                      | Фића                                                   |
| 2020.      | Капетан Сабљозуби и магични дијамант     | Тетка Боса                                             |
| 2020.      | Фиксизи (Студио С)                       | Нолик, мама Тома Томаса                                |
| 2021.      | Мичелови против машина                   | Линда Мичел                                            |